# بخش دلاور (شهرستان دلاور، اوهایو)
بخش دلاور (به انگلیسی: Delaware Township) یک منطقهٔ مسکونی در ایالات متحده آمریکا است که در شهرستان دلاویر، اوهایو واقع شده‌است.
 بخش دلاور ۲۸٫۲ کیلومتر مربع مساحت و ۲٬۱۵۲ نفر جمعیت دارد و ۲۷۰ متر بالاتر از سطح دریا واقع شده‌است.